# لاک‌پشت بیابانی
لاک‌پشت بیابانی (نام علمی: Gopherus agassizii) نام یک گونه از تیره لاک‌پشت زمینی است.